# Gabriel Obertan
Gabriel Antoine Obertan (Pantin, 26 februari 1989) is een Frans betaald voetballer die bij voorkeur als vleugelspeler uitkomt. 

## Loopbaan
Obertan werd uitgeroepen tot beste speler van Frankrijk op het Toulon Espoirs-toernooi van 2009 en tekende in juli 2009 een vierjarig contract bij Manchester United FC, dat hem overnam van Girondins Bordeaux. Twee jaar later bleek zijn verblijf niet te voldoen aan de verwachtingen van de club en hemzelf, waarop hij een stapje terug deed en naar Newcastle United vertrok. Zijn contract bij Newcastle werd in mei 2016 per direct ontbonden. Hij tekende in augustus 2016 een tweejarig contact bij Anzji Machatsjkala, nadat zijn contract bij Newcastle United in mei 2016 ontbonden werd. Hierna speelde hij voor Levski Sofia en Erzurumspor BB.

## Cluboverzicht
| Seizoen | Club                | Competitie     | Wedstrijden | Doelpunten |
| ------- | ------------------- | -------------- | ----------- | ---------- |
| 2006/07 | Girondins Bordeaux  | Ligue 1        | 17          | 1          |
| 2007/08 | Girondins Bordeaux  | Ligue 1        | 26          | 2          |
| 2008/09 | Girondins Bordeaux  | Ligue 1        | 11          | 0          |
| 2008/09 | → FC Lorient (huur) | Ligue 1        | 15          | 1          |
| 2009/10 | Manchester United   | Premier League | 7           | 0          |
| 2010/11 | Manchester United   | Premier League | 7           | 0          |
| 2011/12 | Newcastle United    | Premier League | 23          | 1          |
| 2012/13 | Newcastle United    | Premier League | 14          | 0          |
| 2013/14 | Newcastle United    | Premier League | 3           | 0          |
| 2014/15 | Newcastle United    | Premier League | 13          | 1          |
| 2015/16 | Newcastle United    | Premier League | 5           | 0          |
| 2016/17 | Anzji Machatsjkala  | Premjer-Liga   | 8           | 1          |
| 2016/17 | Wigan Athletic      | Championship   | 12          | 1          |
| 2017/18 | Levski Sofia        | A Grupa        | 31          | 4          |
| 2018/19 | Levski Sofia        | A Grupa        | 20          | 1          |
| 2018/19 | Erzurumspor BB      | Süper Lig      | 10          | 1          |
| 2019/20 | Erzurumspor BB      | TFF 1. Lig     | 30          | 3          |
| 2020/21 | Erzurumspor BB      | Süper Lig      | 11          | 0          |
| Totaal  | Totaal              | Totaal         | 263         | 17         |

Bijgewerkt op 22 december 2020.

## Erelijst
| Competitie              |          |          |          |          |
| Competitie              | Aantal   | Jaren    |          |          |
| Bordeaux                | Bordeaux | Bordeaux | Bordeaux | Bordeaux |
| ----------------------- | -------- | -------- | -------- | -------- |
| Trophée des Champions   | 1x       | 2008     |          |          |
| Manchester United       |          |          |          |          |
| Kampioen Premier League | 1x       | 2010/11  |          |          |